# Pintor de Hirschfeld

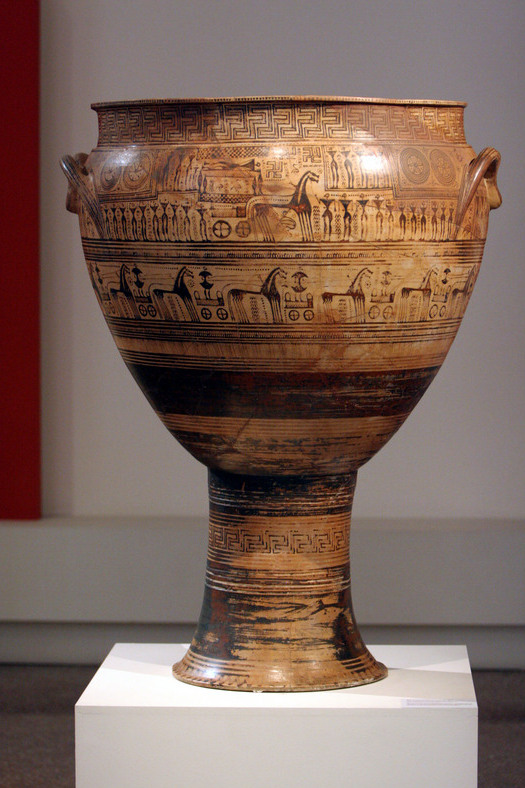
Crater de Hirschfeld, Museu Arqueològic Nacional d'Atenes

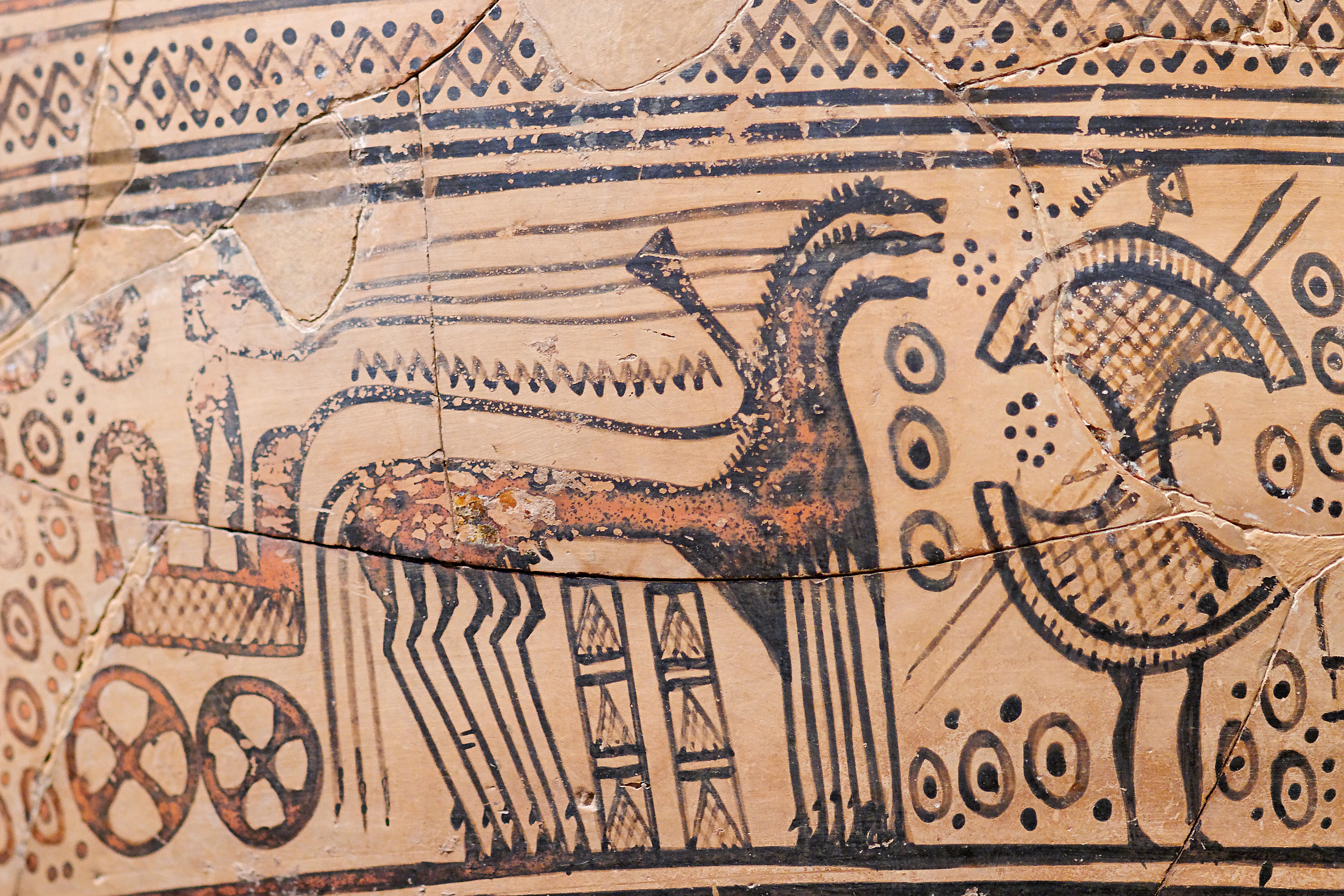
Taller del pintor de Hirschfeld (atribució), crater funerari atenés, tardogeomètric I. Detall del registre inferior amb processó de carros i infant. MET 14.130.14

El pintor de Hirschfeld és el nom convencional assignat a un ceramista grec actiu a l'Àtica entre el 750 i el 725 ae. La seua producció pertany a l'estil tardogeomètric. Deu el nom a l'arqueòleg Gustav Hirschfeld que el 1872 fou el primer a descriure l'obra principal atribuïda al pintor, el crater del Museu Arqueològic Nacional d'Atenes NM 990.

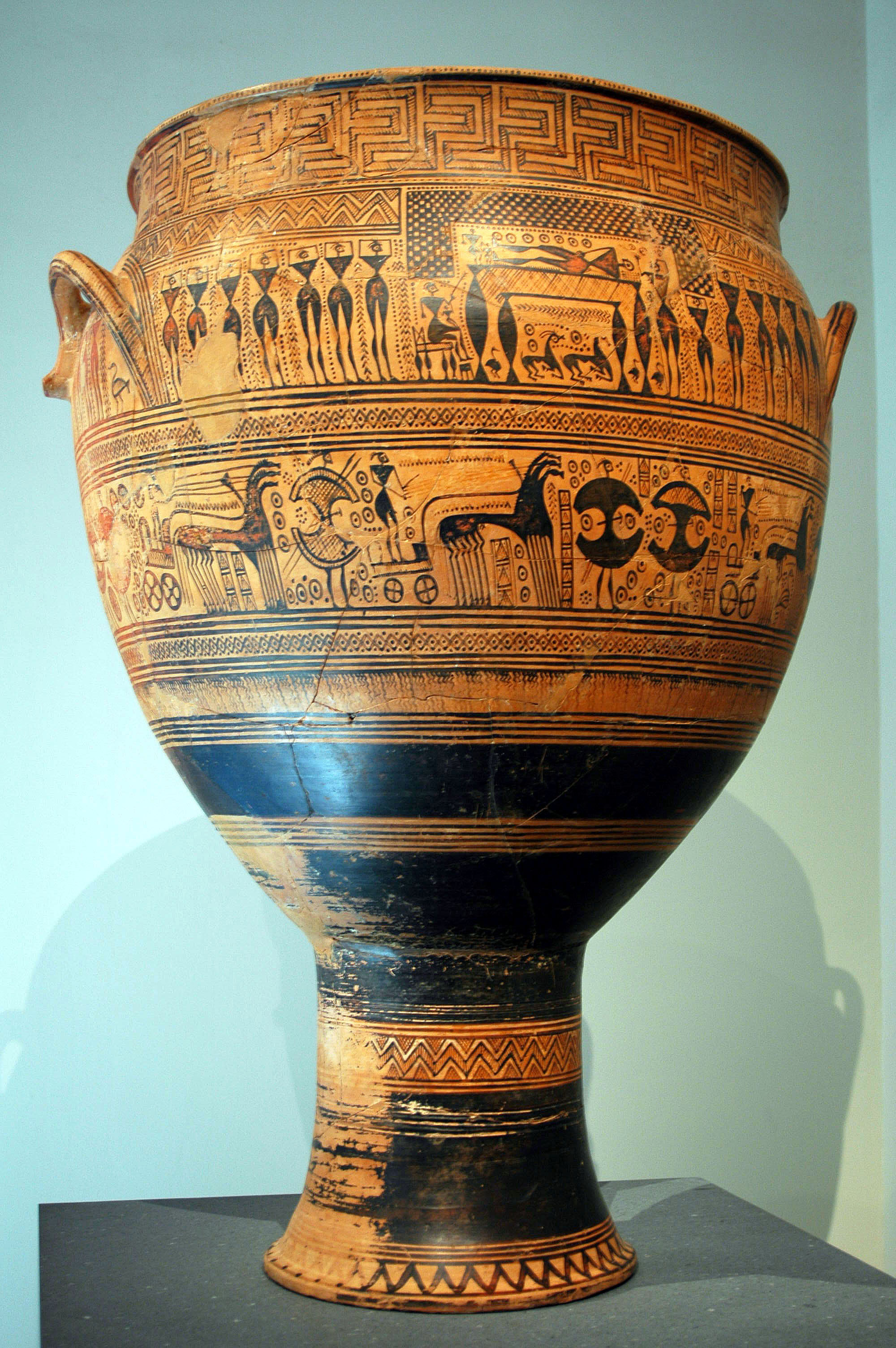
Taller del pintor de Hirschfeld (atribució), crater funerari atenenc, tardogeomètric I, 750-735 ae, altura 108,3 cm. Nova York, Museu Metropolità d'Art

## Estil
L'estil del pintor de Hirschfeld reprén el que va començar el mestre del Dípilon, però com es pot veure al crater 990 NM, la major part de la superfície es dedica a escenes corals densament poblades amb figures humanes. La decoració geomètrica -fistons, meandres, losanges, línies puntejades i triangles- té una funció ornamental subordinada a escenes que, tot i que no es pot parlar d'una protonarració, demostra un interès que preludia i serà característic de l'estil següent tardogeomètric II.

## Obres atribuïdes
- Escif tardogeomètric I, Boston, Museu de Belles Arts, 1971.19[3][4]
- Crater tardogeomètric I, Atenes, Museu Arqueològic Nacional NM 990[5][6]
- Crater tardogeomètric I, Nova York, Museu Metropolità d'Art 14.130.14[9][7][8]